# Tantilla vermiformis
Espèce
Synonymes
- Lioninia vermiformis Hallowell, 1861
- Homalocranium vermiforme (Hallowell, 1861)

Statut de conservation UICN

 LC  : Préoccupation mineure
Tantilla vermiformis  est une espèce de serpents de la famille des Colubridae.

## Répartition
Cette espèce se rencontre :
- au Nicaragua sur le versant Pacifique ;
- dans le nord-ouest du Costa Rica sur le versant Pacifique ;
- au Salvador.

## Publication originale
- Hallowell, 1861 "1860" : Report upon the Reptilia of the North Pacific Exploring Expedition, under command of Capt. John Rogers, U. S. N. Proceedings of the Academy of Natural Sciences of Philadelphia, vol. 12, p. 480-510 (texte intégral).